# Ibrahim Sulemana (1987)
Ibrahim Sulemana (Accra, 3 maart 1987) is een Ghanese voetballer die bij voorkeur als aanvaller speelt. Hij speelde in 2008 zeven wedstrijden in Ghana -20, waarvoor hij twee keer scoorde.